# Bart of Darkness
«Bart of Darkness» (с англ. — «Барт тьмы») — первый эпизод шестого сезона «Симпсонов». Премьерный показ состоялся 4 сентября 1994 года. Автор сценария Ден МакГраф, режиссёр Джим Реардон. В эпизоде Барт ломает ногу, в результате уединения самовнушает, что Нед Фландерс совершил убийство.

## Сюжет
В Спрингфилде установилась ужасная жара. Администрация города выделила деньги на передвижной бассейн на базе грузового автомобиля — он ездит по городу, и дети купаются в нем. Однако денег в городской казне хватило всего на один день такой услуги. Барт и Лиза, которым понравилось купаться, уговаривают своего отца купить им собственный, стационарный бассейн, который вся семья возводит во дворе. Новость о том, что у Симпсонов есть бассейн, быстро распространяется среди детей города. Множество детей, в том числе и совершенно незнакомых, приходит к Симпсонам, чтобы искупаться в их бассейне. Барт, поддавшись на уговоры, пытается спрыгнуть в бассейн со своего домика на дереве, но падает мимо бассейна и ломает ногу. Доктор Хибберт накладывает ему гипс, и, разумеется, до конца лета о бассейне ему приходится забыть.
Сидеть с Бартом в комнате, в то время как во дворе есть бассейн, никто не хочет. Даже Милхаус ограничился только тем, что подписал Барту гипс маркером, после чего убежал купаться. Лиза хотела посидеть с Бартом, но тоже не смогла противостоять искушению бассейна. Чтоб брат не скучал, она подарила ему свой телескоп, и больше его не навещала. Изоляция мало-помалу делает из Барта раздражительного параноика.
Рассматривать в подаренный телескоп звезды Барту скоро надоедает. Он начинает подсматривать за жителями города. Однажды он слышит со стороны дома Фландерсов женский крик. В телескоп он видит, что Нед Фландерс закапывает что-то у себя на заднем дворе. Барт убежден, что Нед убил и закопал там свою жену.
Тем временем Лиза наслаждается популярностью, которой пользуется благодаря бассейну. Дети всячески подлизываются к ней, и Лиза воспринимает это как дружбу. Это вызывает зависть у Мартина Принса. Мечтая о таком же количестве друзей, он собирает у себя во дворе больший и лучший бассейн, чем у Лизы — например, поперек него натянута волейбольная сетка. Узнав о бассейне Мартина, дети стремительно перемещаются туда, совершенно забыв о Лизе. Это открывает ей глаза на истинную причину её популярности. Кроме того, её начинает мучить совесть из-за отношения к брату, и она идет извиняться перед ним.
Со сломанной ногой Барт не может покидать своей комнаты. Поэтому, когда Фландерсы куда-то уехали, он просит Лизу проникнуть в дом Фландерсов и найти там доказательства преступления. Никаких доказательств не находится, но в это время неожиданно возвращается Нед Фландерс с огромным топором. Испугавшись, Лиза прячется на чердаке, но Фландерс направляется именно туда.
Барт решает спасти сестру. С ногой в гипсе он добирается до чердака дома Фландерсов как раз в тот момент, когда Нед вешает топор на пожарный щит у себя на чердаке. Выясняется, что Фландерс никого не убивал — Мод жива и здорова, просто она уезжала в христианский лагерь, а на выходные к ней присоединились и дети. «Убийцей» Нед назвал себя потому, что нечаянно залил водой горшок с любимым фикусом Мод, и именно этот горшок он закапывал у себя во дворе, пытаясь скрыть следы своего «преступления». Когда полицейские выкапывают этот фикус и показывают его, Нед испускает крик ужаса женским голосом — тот самый, из-за которого все и началось.
Мартин Принс лишается друзей из-за того, что его бассейн разрушен из-за перегруза, а Нельсон ради «последнего оскорбления» спускает ему плавки.

## Факты
- Первоначально планировалось, что данный эпизод будет завершать пятый сезон мультсериала[1]. Однако во время его разработки произошло землетрясение, разрушившее здание студии, где работали над серией. Персонал студии вынужден был продолжать работу во временном здании, из-за чего работа задержалась на три месяца[2].
- Большинство шуток над жарой в Спрингфилде основаны на собственном опыте разработчиков сериала. Например, Ден МакГраф в детстве во время жары имел привычку садиться перед открытым холодильником[3].
- Крик Фландерса женским голосом озвучила актриса Трисс Макнилл.[4]

## Культурные отсылки
- Эпизод является пародией на Окно во двор — кинофильм Альфреда Хичкока, снятый в 1954 году. Так же, как и главный герой фильма, Барт, из-за перелома ноги вынужденный сидеть в своей комнате, становится свидетелем убийства. В серии используется музыкальная тема из фильма[5].
- Сцена с постройкой сарая вместо бассейна и присутствие Амиша — ссылка на фильм Свидетель[6].
- Название серии «Щекотки и Царапки» в эпизоде — отсылка к фильму Планета обезьян[6], футуристический амфитеатр к сериалу Звёздный путь и фильму Под планетой обезьян.
- В конце эпизода Мартин поёт песню Фрэнка Синатры «Summer Wind».[6]
- Сцена, в которой дети исполняют танец в бассейне — отсылка к Эстер Уильямс[6].
- Пьеса, которую Барт сочинял в одиночестве, имеет несколько отсылок к творчеству Чехова[6].